# Tomopeas ravus
Il pipistrello dalle orecchie smussate (Tomopeas ravus Miller, 1900) è un pipistrello della famiglia dei Molossidi, unica specie del genere Tomopeas (Miller, 1900), endemico del Perù.

## Descrizione

### Dimensioni
Pipistrello di piccole dimensioni, con la lunghezza totale tra 73 e 85 mm, la lunghezza dell'avambraccio tra 31,2 e 34,5 mm, la lunghezza della coda tra 34 e 45 mm e un peso fino a 3,5 g.

### Caratteristiche craniche e dentarie
Il cranio è appiattito e delicato. Una depressione longitudinale è presente in mezzo alle ossa nasali. Le arcate zigomatiche sono poco pronunciate. La bolla timpanica ha un'insolita forma discoidale.

Sono caratterizzati dalla seguente formula dentaria:

### Aspetto
La pelliccia è lunga, soffice e densa, più corta nelle parti inferiori. Il colore del dorso è marrone chiaro, mentre le parti ventrali variano dal giallo-brunastro al giallo-crema. La base dei peli è ovunque grigia. Il muso è nerastro ed allungato, il labbro superiore è largo e si estende oltre quello inferiore, è ricoperto di pliche cutanee poco pronunciate e da una frangiatura di peli. Le narici sono corte e leggermente tubulari. Le orecchie sono moderatamente lunghe, separate tra loro, angolate in avanti, con una concavità sul bordo anteriore appena sotto la punta e sono nerastre. Il trago è piccolo e arrotondato, mentre l'antitrago è poco sviluppato. Le ali sono larghe, nerastre ed attaccate posteriormente sulle caviglie. L'estremità della lunga coda si estende con le ultime due vertebre oltre l'ampio uropatagio, il quale è ricoperto finemente di piccoli peli su entrambe le superfici. I piedi e le zampe sono esili, mentre il calcar è lungo.

## Biologia

### Comportamento
Vive solitariamente sotto grandi massi granitici o nelle cavità rocciose.

### Alimentazione
Si nutre prevalentemente di coleotteri.

### Riproduzione
Giovani femmine sono state catturate a luglio ed agosto. Le nascite probabilmente avvengono tra maggio e settembre nelle zone più secche.

## Distribuzione e habitat
Questa specie è endemica della regione costiera arida e semiarida del Perù nord-occidentale.
Vive nelle foreste fino a 1.000 metri di altitudine.

## Tassonomia
Inizialmente inserito nella famiglia dei Vespertilionidi, questo pipistrello mantiene caratteristiche morfologihe intermedie tra quest'ultima famiglia e quella dove è attualmente incluso. Recenti studi filo-genetici hanno avvalorato la posizione corrente.

## Conservazione
La IUCN Red List, considerato l'areale limitato e il declino della popolazione a causa della perdita del proprio habitat, classifica T.ravus come specie vulnerabile (VU).
La Società Zoologica di Londra, in base ad alcuni criteri evolutivi e demografici, la considera una delle 100 specie di mammiferi a maggior rischio di estinzione.